# Spathocera
Spathocera is een geslacht van wantsen uit de familie randwantsen (Coreidae). Het geslacht werd voor het eerst wetenschappelijk beschreven door Stein in 1860.

## Soorten
Het genus bevat de volgende soorten:

- Spathocera albomaculata Jakovlev, 1889
- Spathocera dalmanii (Schilling, 1829)
- Spathocera diffinis Horváth, 1899
- Spathocera laticornis (Schilling, 1829)
- Spathocera lobata (Herrich-Schäffer, 1840)
- Spathocera obscura (Germar, 1842)
- Spathocera stali Puton, 1873
- Spathocera tenuicornis Jakovlev, 1883
- Spathocera tuberculata Horváth, 1882